# عتيل (السويداء)
عتيل هي بلدة سورية تتبع محافظة السويداء تبعد عن مدينة دمشق 90 كم وعن مدينة السويداء بحدود 6 كم، وهي بلدة جبلية جميلة جدا محاطة بالاحراش والاشجار دائمة الخضرة والمناطق الجبلية الممتدة الرائعة،
تتمتع بلدة عتيل بمناخ جميل معتدل صيفا وبارد جدا في الشتاء حيث تتساقط الثلوج لتغطي البلدة السفوح الجبلية، وتشتهر بزراعة العنب والزيتون والتين وغيرها من الاشجار المثمرة .

## عتيل في التاريخ
عتيل هي امتداد لحضارة المنطقة في محافظة السويداء ( جبل العرب ) والاثار التي تغطي جميع مدن وقرى وبلدات المحافظة بشكل كبير، وفي بلدة عتيل الأثرية تنتشر الاثار الرومانية واليونانية وتتمثل في المنازل والمباني الدينية والمعابد ومن أشهر اثارها المعبد الشمالي الذي بناه الإمبراطور الروماني كاراكلا . والمعبد الجنوبي الذي بني في عهد انطونيوس بيوس في عام 151 ميلادي ويتميز المعبدان بالنقوش البديعة .

## عتيل الحديثة
إضافة لموقع عتيل ونقاء هوائها والخضرة التي تغطي البلدة والجبال المحيطة بها، تتميز البلدة بمبانيها وبيوتها الحديثة الجميلة الموزعة والمبنية على احدث طراز بين المناطق الخضراء والموزعة في كافة ارجاء البلدة الجميلة، وبطرق حديثة مع كافة المناطق وكذلك العديد من المحال التجارية الهامة وتنتشر وكالات وشركات بيع السيارات بكافة أنواعها علي الطريق الرئيسي في البلدة إضافة لعدد من الفعاليات التجارية .